# Paco Muñoz
Paco Muñoz   (València, 5 de gener de 1939) és un cantant i escriptor valencià: de vocació tardana, com Labordeta, va començar a cantar esperonat per Ovidi Montllor i és molt popular per la seua especial dedicació a la cançó infantil, per a la qual cosa fou decisiva l'opinió de Joan Fuster.
Nascut a València el 5 de gener de 1939, Francesc Muñoz i Martínez va començar estudis al Seminari Metropolità de València influït per son tio, rector de Carcaixent; primerament estigué nou mesos de diaca a Bocairent i, en acabant, a Montserrat, pobles amb els quals guarda encara molta relació; en faltar sa mare va deixar el sacerdoci i, alhora que treballava de mecànic de cotxes, va estar donant classes de religió i d'història de la música als Escolapis de València. Viu a Real (Ribera Alta) des de fa molts anys.
L'any 1975 començà a actuar en les associacions veïnals de València, on tocava cançons d'Aute, Llach o Serrat acompanyat d'una guitarra; la seua presentació oficial tingué lloc al Teatre Micalet el 4 de novembre de 1976. El seu primer disc, La llibertat la picaren, aparegué a l'any següent amb un pròleg de Toni Mestre, coautor de la lletra de la cançó Què vos passa, valencians?.
L'any 1984 debutà davant el públic infantil d'un festival de teatre als Jardins de Vivers de València, fet que li donà l'oportunitat de convertir-se en l'únic cantant valencià dedicat quasi exclusivament a la cançó infantil: en 1986 actuà davant de setze mil escolars de cent deu centres a la plaça de bous de València en un festival organitzat per la Diputació i en 1995 al Passeig de l'Albereda de València per a dos mil xiquets, davant del mural de Xavier Mariscal fet per a l'ocasió.
La seua producció infantil, elogiada per Joan Fuster, comprèn una desena de cassets amb el títol genèric de Paco Muñoz canta per als xiquets recopilats més tard en tres compactes i, en acabant, un altre amb noves cançons publicat l'any del seu retir: seguint un consell de Serrat, des de mitjan dècada dels 80 la major part de la seua discografia se l'autopublicà ell mateix baix el segell P.M. Produccions, amb el qual també ha editat referències de Maria del Carme Girau, Carraixet, Fèlix Estop o els Ovidi Twins.
L'any 1991 participà junt amb altres artistes valencians encapçalats per Al Tall i Ovidi en l'espectacle Quart creixent, un aparador de la gent en actiu durant aquella època; l'any 1998 coproduí un espectacle titulat Els nostres poetes junt amb el cantant Lluís Miquel i l'actor Juli Mira, gravat en el disc homònim i exportat a Itàlia; l'any 2003 girà amb un recital anomenat Cançons de la Cançó on ell, Lluís Miquel i Magda Roig versionaven els clàssics valencians del gènere, també enregistrats en un disc. L'any 2005 participà en l'homenatge multitudinari a la República, a Benetússer, junt amb molts altres cantants com Raimon.
L'any 2001 va rebre un homenatge a Quart de Poblet de les Trobades d'Escoles en Valencià i el premi Ovidi Montllor atorgat pel Bloc de Progrés Jaume I de l'Alcúdia; l'any 2006, l'ajuntament de Montserrat li dedicà un carrer al costat dels d'Ovidi i Josep Renau, «a la part esquerra del poble». El mateix any, va ser elegit padrí dels nous Gegants Reis Jueus d'Ontinyent, junt al Gegant del Pi de Barcelona. L'any 2006 declarà que deixaria els escenaris amb l'edició de La meua terra, presentat el 15 de setembre a Montserrat, però que continuaria cantant per al públic infantil: a l'any següent va rebre el Micalet d'Honor a València i el premi de la Fundació Sant Jordi d'Escoltes valencians al monestir de Santa Maria de la Valldigna.

### Retirada dels escenaris

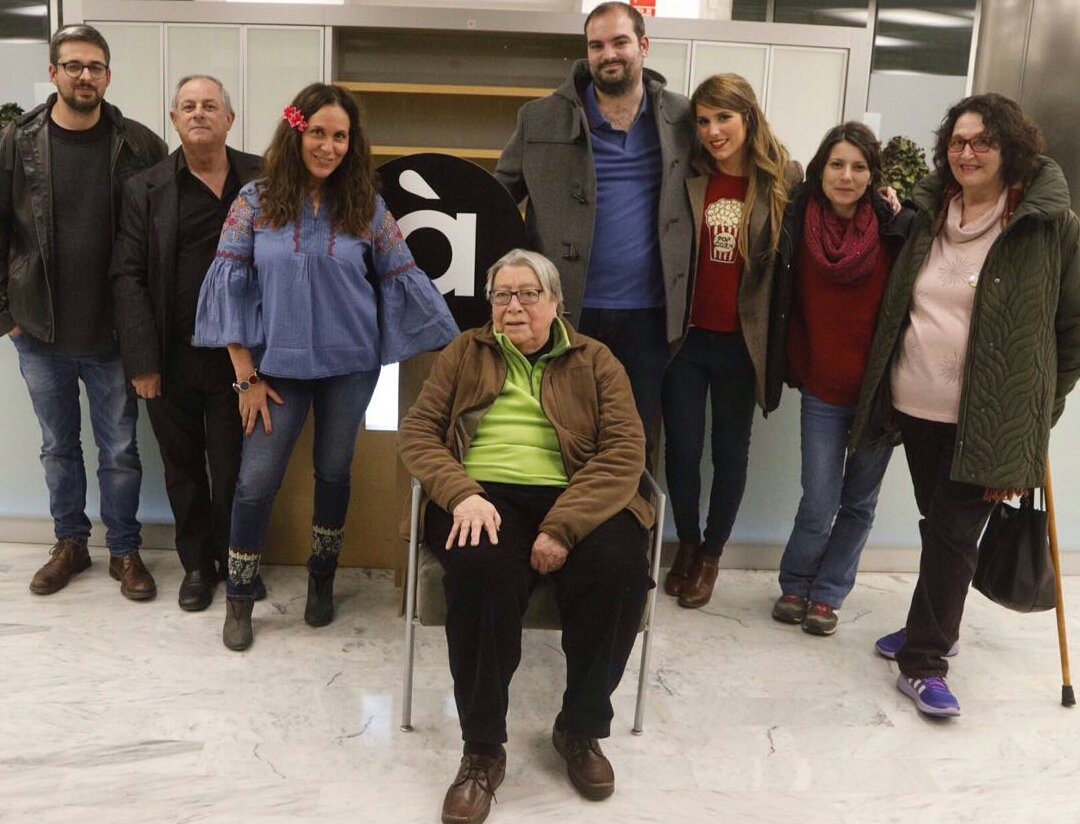
En À punt, el dia que feu 79 anys

L'any 2008 anuncià la seua retirada definitiva amb una roda de concerts que culminaria a Sueca el 25 d'abril i l'edició d'un disc commemoratiu en directe, però es veié forçat a ajornar-ho tot per problemes de salut. Finalment, després de sengles homenatges a la Trobada de Sollana, a Silla (on fou nomenat Porrot d'Honor de les Lletres Valencianes) i va obtenir e premi Túria 2.008 (de la Cartelera Turia a la millor composició musical, va tornar momentàniament als escenaris el 16 d'agost a Bocairent amb un recital publicitat com «l'últim concert a la Vall d'Albaida». Un mes abans, el ple de l'ajuntament bocairentí acordà atorgar-li la medalla d'or de la vila, en un acte que tingué lloc l'11 d'octubre.
El 2018 anuncià una gira de tres concerts al País Valencià per acomiadar-se dels escenaris.

## Discografia
| any  | títol                                         | segell           | comentaris                                                      |                       |
| ---- | --------------------------------------------- | ---------------- | --------------------------------------------------------------- | --------------------- |
| 1977 | La llibertat la picaren                       | Movieplay        | amb la cançó homònima i Què vos passa, valencians?              |                       |
| 1978 | Vindrà un vaixell                             | Movieplay        |                                                                 |                       |
| 1980 | Anem anant                                    | Dial Discos      |                                                                 |                       |
| 1984 | Prometença                                    | Valdisc          |                                                                 |                       |
| 1986 | Amor i amor                                   | P.M. Produccions | canta a Vicent Andrés Estelles                                  |                       |
| 1990 | D'una terra dins la mar                       | P.M. Produccions |                                                                 |                       |
| 1991 | Quart creixent                                | ?                | disc recopilatori de l'espectacle homònim                       |                       |
| 1992 | Paco Muñoz canta per als xiquets              | P.M. Produccions |                                                                 |                       |
| 1992 | Paco Muñoz canta per als xiquets 2            | P.M. Produccions |                                                                 |                       |
| 1993 | Primeres cançons                              | P.M. Produccions |                                                                 |                       |
| 1994 | Cançons de la mar en calma                    | P.M. Produccions |                                                                 |                       |
| 1994 | Paco Muñoz canta per als xiquets              | P.M. Produccions |                                                                 | casssets núm. 1 al 10 |
| 1998 | Els nostres poetes                            | Picap            | de l'espectacle homònim amb Juli Mira i Lluís Miquel            |                       |
| 1999 | Mirades                                       | P.M. Produccions | dedicat a la memòria d'Ovidi Montllor                           |                       |
| 2001 | Collarets de llum                             | P.M. Produccions | en homenatge a Miquel Martí i Pol                               |                       |
| 1997 | Paco Muñoz canta per als xiquets 3            | P.M. Produccions |                                                                 | doble CD              |
| 2001 | Toni Mestre conta les rondalles d'Enric Valor | Bullent          | a mitges amb Paco Muñoz                                         |                       |
| ?    | Foc, cançons, trons i alegria                 | ?                |                                                                 |                       |
| 2002 | Nadal valencià                                | ?                | recopilació de les cançons de 1979 i 1985 d'Al Tall, Carraixet… |                       |
| 2003 | Cançons de la Cançó                           | ?                | disc de versions de l'espectacle homònim amb Lluís Miquel       |                       |
| 2006 | La meua terra                                 | P.M. Produccions | amb col·laboracions de Bibiloni, Llach i Miquel Gil             |                       |
| 2008 | Paco Muñoz canta per als xiquets 4            | P.M. Produccions | amb la col·laboració de Pepe Botifarra                          |                       |
| 2008 | Com un suau adéu                              | P.M. Produccions | directe de comiat de l'última gira                              |                       |
| 2014 | Amics poetes                                  | P.M. Produccions |                                                                 |                       |
| 2020 | Cap al sud                                    | P.M. Produccions |                                                                 |                       |

A més, Paco Muñoz ha col·laborat en els recopilatoris Para la libertad (2004) i Si véns amb mi (amb la versió de A cavall del vent inclosa en La meua terra) i en la cançó Mila d'Els Bandolers (2008).